# Zygmunt Dworski

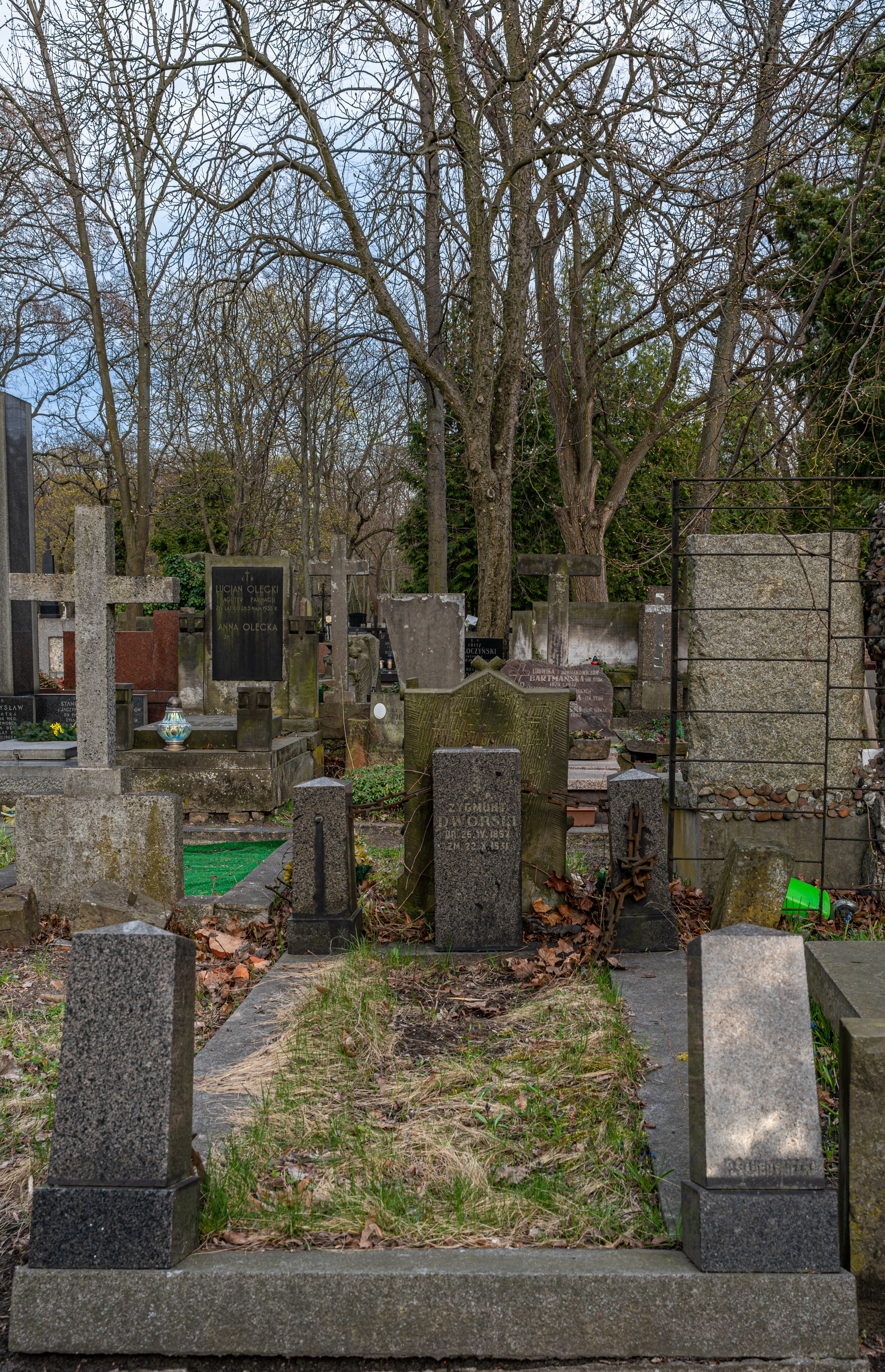
Grób Zygmunta Dworskiego na cmentarzu Powązkowskim

Zygmunt Karol Dworski (ur. 26 kwietnia 1857, zm. 22 października 1931) – polski prawnik, sędzia, prezes Sądu Najwyższego w II Rzeczypospolitej.

## Życiorys
Urodził się 26 kwietnia 1857. Ukończył studia prawa. Podjął służbę w sądownictwie Austro-Węgier. Pracował w Sądzie Najwyższym w Wiedniu. W okresie zaboru austriackiego w ramach autonomii galicyjskiej w 1907 pełnił funkcję c. k. radcy wyższego sądu krajowego we Lwowie; w tym czasie był członkiem wydziału Związku Sędziów we Lwowie.
Po odzyskaniu przez Polskę niepodległości wstąpił do służby sądowniczej II Rzeczypospolitej. Został sędzią Sądu Najwyższego, a 13 kwietnia 1921 został mianowany na stanowisko prezesa Sądu Najwyższego. Z tego stanowiska z dniem 9 kwietnia 1929 został przeniesiony w stan spoczynku.
2 maja 1923 został odznaczony Krzyżem Komandorskim Orderu Odrodzenia Polski „w uznaniu zasług, położonych na polu sądownictwa i nauki prawniczej w Rzeczypospolitej Polskiej”.
Zmarł 22 października 1931. Został pochowany na cmentarzu Powązkowskim w Warszawie (kwatera 117-6-23).